# Kanton Saint-Denis-Nord-Est
Der Kanton Saint-Denis-Nord-Est war von 1967 bis 2015 ein französischer Wahlkreis im Arrondissement Saint-Denis, im Département Seine-Saint-Denis und in der Region Île-de-France. Er bestand aus einem Teil der Stadt Saint-Denis.

## Bevölkerungsentwicklung
| 1990   | 1999   | 2006   |
| ------ | ------ | ------ |
| 50.931 | 47.886 | 51.708 |